# Musaed Neda
Musaed Neda Al-Enezi (Al Kuwait, 8 luglio 1983) è un calciatore kuwaitiano, difensore dell'Al-Qadisiya.
È citato anche come Mesaed.

## Carriera

### Nazionale
Ha 125 presenze con la maglia della nazionale kuwaitiana.

## Palmarès

### Club

#### Competizioni nazionali
- Kuwaiti Premier League: 5

Al-Qadisiya: 2002-2003, 2003-2004, 2008-2009, 2009-2010, 2011-2012
- Coppa Principe Faisal Bin Fahad: 1

Al-Shabab: 2011